# Armorial de la famille de La Trémoille

## Description
Cette section donne les armoiries (figures et blasonnements) des nobles issus de la Famille de La Trémoille.
| Figure | Nom du prince et blasonnement |
|        | Armes de la Famille de La Trémoille, d'or, au chevron de gueules, accompagné de trois aiglettes d'azur becquées et membrées de gueules. |
|        | Gui VI de La Trémoille (1346-1397), seigneur de La Trémoille, Seigneur de Jonvelle, baron de Dracy, baron de Mareuil, seigneur de Courcelles, seigneur de Conflans-Sainte-Honorine, seigneur de Montigny, marié en 1382 avec Marie de Sully, princesse de Boisbelle, fille de Louis et Isabelle de Craon |
|        | Jean de La Trémoille (1377+1449), Seigneur de Jonvelle, de Courcelles-lez-Semur, de Dracy-Saint-Loup, chevalier de l'ordre de la Toison d'Or en 1430 (brevet no 12), Grand Maître et Grand Chambellan des ducs de Bourgogne Jean sans Peur et Philippe le Bon.Il est fils de Guy (noté VI), dit le Vaillant et de Marie de Sully, comtesse de Guînes. D'or, au chevron de gueules, accompagné de trois aiglettes d'azur becquées et membrées de gueules, le tout bordé d'une filière de gueules. |
|        | Louis II de La Trémoille (1460-1525), seigneur de La Trémoille, prince de Talmond, comte de Guînes, baron de Sully, baron de Craon, baron de L'Île-Bouchard, baron de Montagu, baron de Mauléon, seigneur de Marans, Ecartelé : 1 et 4, d'or, au chevron de gueules, accompagné de trois aigles d'azur, becquées et membrées de gueules (La Trémoille); 2 d'or semé de fleurs de lys d'azur au franc canton de gueules (Thouars), et 3, d'or losangé de gueules (Craon), sur le tout de gueules aux deux léopards d'or. |
|        | Gilbert de La Trémoille (+1603), Marquis de Royan, Comte d'Olonne, chevalier de l'ordre du Saint-Esprit, Parti, en I écartelé : au 1 d'azur à trois fleurs de lys d' d'or surmontées d'un lambel d'argent à trois pendants, au 2 d'argent à la guivre d'azur hissante de carnation, au 3 de gueules à la croix d'argent, au 4 d'argent au lion de gueules couronné d'or ; au II du Parti, écartelé, au 1 d'azur aux trois fleurs de lys d'or chargées d'un bâton de gueules péri en bande, au 2 d'hermine à la bordure de gueules, au 3 fascé d'or et de sable de six pièces, au 4 d'or à la croix de gueules cantonnée de seize alérions d'azur ordonnés 2 et 2 et chargée de cinq coquilles d'argent ; sur le tout d'or au chevron de gueules, accompagné de trois aigles d'azur, becquées et membrées de gueules. |
|        | Henri III de La Trémoille (1598-1674), Duc de La Trémoille, Duc de Thouars, prince de Tarente, prince de Talmond, comte de Laval, Baron de Vitré, baron de Didonne, Pair de France, chevalier de l'ordre du Saint-Esprit, Ecartelé : au I d'or, au chevron de gueules, accompagné de trois aigles d'azur, becquées et membrées de gueules (La Trémoille), au II d'azur à trois fleurs de lys d'or (France), au III d'azur aux trois fleurs de lys d'or chargées d'un bâton de gueules péri en bande (Bourbon), au IV d'or à la croix de gueules cantonnée de seize alérions d'azur ordonnés 2 et 2 et chargée de cinq coquilles d'argent (Laval-Montmorency). |
|        | Louis II de La Trémoille, duc et pair de Noirmoutier en 1650, Ecartelé : au I d'azur à trois fleurs de lys d'or (France), aux II écartelé en sautoir d'or aux quatre pals de gueules (Aragon) et d'argent à l'aigle de sable (Hohenstaufen), d'or à la croix de gueules cantonnée de seize alérions d'azur ordonnés 2 et 2 et chargée de cinq coquilles d'argent (Laval-Montmorency), au IV d'azur aux trois fleurs de lys d'or chargées d'un bâton de gueules péri en bande (Bourbon), sur le tout d'or, au chevron de gueules, accompagné de trois aigles d'azur, becquées et membrées de gueules (La Trémoille). |
|        | Charles Belgique Hollande de La Trémoille (1655-1709), duc de Thouars, prince de Tarente, prince de Talmond, comte de Laval, Baron de Vitré, chevalier de l'ordre du Saint-Esprit, Ecartelé : aux I & IV d'azur à trois fleurs de lys d'or (France), aux II et III écartelés en sautoir d'or aux quatre pals de gueules (Aragon) et d'argent à l'aigle de sable (Hohenstaufen), sur le tout d'or, au chevron de gueules, accompagné de trois aigles d'azur, becquées et membrées de gueules (La Trémoille). |

## Villes
Les armes de la famille de la Trémoille ont également été reprises entièrement ou en partie par les villes de :

### Armorial des communes de la Vienne
| Figure | Nom de la ville et blasonnement                                                 |
|        | La Trimouille D'argent, au chevron d'azur, accompagné de trois alérions d'azur. |

### Armorial des communes de la Vendée
| Figure | Nom de la ville et blasonnement                                                                                          |
|        | Noirmoutier-en-l'Île D'or, au chevron de gueules, accompagné de trois aiglettes d'azur, becquées et membrées de gueules. |

### Armorial des communes de la Charente-Maritime
| Figure | Nom de la ville et blasonnement |
|        | Royan Coupé, au premier parti, au I fascé d'or et de sable de six pièces qui est de Coëtivy, au II d'or au chevron de gueules accompagné de trois aiglettes d'azur, becquées et membrées de gueules qui est de La Trémoille, au deuxième d'azur au galion d'or équipé et gréé du même voguant sur une mer d'argent, mouvant de la pointe |

### Armorial des communes de la Mayenne
| Figure | Nom de la ville et blasonnement |
|        | Saint-Berthevin (Mayenne) De gueules au chevron d'argent accompagné de trois aigles d'or. En référence aux possessions de la famille dans la forêt de Concise. |